# Abenius
Abenius är en svensk släkt, som härstammar från Bärsta i Kolbäcks socken i Västmanland. Jordbrukaren där Per Larsson blev far till klockaren i Munktorps socken Jonas Abenius (1746–1830). Dennes son brukspatronen Johan Abenius (1775–1834), är stamfar för den äldre grenen, medan dottern Stina Katarina (1784–1847), vars söner antog namnet Abenius, är stammoder för den yngre grenen.
Den 31 december 2013 var 65 personer med efternamnet Abenius bosatta i Sverige. Den 31 december 2019 var 78 personer med efternamnet Abenius bosatta i Sverige.

## Personer med efternamnet Abenius
- Alexander Abenius (född 1990), politiker
- Allan Abenius (1868–1953), affärsman
- Carl Fredrik Abenius (1815–1895), häradshövding
- Folke Abenius (1933–2014), operaregissör
- Gustaf Abenius (1863–1935), advokat
- Håkan Abenius (1902–1981), industriman
- Ingegärd Abenius (1931–2004), fotograf
- Margit Abenius (1899–1970), litteraturhistoriker
- Märta Söderberg, född Abenius (1871–1932), hustru till författaren Hjalmar Söderberg
- Stina Abenius (född 1965), journalist och tidskriftsredaktör
- Wilhelm Abenius, flera personer
  - Wilhelm Abenius (borgmästare) (1825–1903), jurist och riksdagsman
  - Wilhelm Abenius (kemist) (1864–1956), kemist